# جين جوو
جين جوو (مواليد 20 يوليو 1980) هو ممثل كوري جنوبي، قام ببطولة مسلسل يوم متفوق.

## روابط خارجية
- جين جو على موقع IMDb (الإنجليزية)
- جين جو على موقع قاعدة بيانات الفيلم (الإنجليزية)